# Krępkowo (województwo pomorskie)
Krępkowo (dodatkowa nazwa w j. kaszub. Krãpkòwò) – kolonia kaszubska w Polsce położona w województwie pomorskim, w powiecie lęborskim, w gminie Cewice.
W latach 1975–1998 miejscowość administracyjnie należała do województwa słupskiego.